# Steinbrech
Steinbrech (Saxifraga) ist eine Pflanzengattung innerhalb der Familie der Steinbrechgewächse (Saxifragaceae). Die Gattung umfasst etwa 450 bis 480 Arten, die zum Teil sehr schwer zu unterscheiden sind.

## Beschreibung

### Vegetative Merkmale
Steinbrech-Arten sind selten ein- bis zweijährige, meist ausdauernde krautige Pflanzen. Oft sind es Blattsukkulenten, viele wachsen als Polsterpflanzen, viele Arten bilden immergrüne, grundständige Blattrosetten und viele Arten sind sommergrün mit Blättern, die am Stängel verteilt sind.
Die meist wechselständigen, gestielten oder ungestielten Laubblätter sind einfach. Blattrand ist gelappt oder gezähnt. Nebenblätter fehlen.

### Generative Merkmale
Meist in rispigen, traubigen oder zymösen Blütenständen stehen wenige bis viele Blüten zusammen.
Die meist zwittrigen Blüten sind meist radiärsymmetrisch, sehr selten zygomorph und meist fünfzählig mit doppelter Blütenhülle. Es sind meist fünf (selten vier, sieben oder acht) Kelchblätter vorhanden; sie sind höchstens an ihrer Basis verwachsen. Die meist fünf (selten vier) freien Kronblätter sind weiß, gelb bis orange oder rot bis purpurfarben. Es sind zwei Kreise mit je fünf (selten vier) freien Staubblättern vorhanden. Die zwei unterständigen bis meist oberständigen Fruchtblätter sind nur teilweise verwachsen, mit freien und auseinanderweisenden Enden.
Die Kapselfrüchte enthalten viele Samen.

## Standortbedingungen
Viele Steinbrech-Arten sind typische Felspflanzen und Schuttbesiedler. In der alpinen Höhenstufe finden sie sich auch häufig auf Roh- und Initialböden (u. a. Rendzinen).
Manche Arten können selbst noch in extremen Höhenlagen gedeihen. So hält der Gegenblättrige Steinbrech (Saxifraga oppositifolia) den derzeitigen Höhenrekord in den Alpen mit 4507 Meter am Dom im Wallis.

## Systematik und Verbreitung
Die Gattung Saxifraga wurde 1753 durch Carl von Linné aufgestellt.
Steinbrech-Arten gedeihen überwiegend in den gemäßigten und kalten Klimagebieten. In den Alpen kommen circa 40 Arten vor.
| - Saxifraga sect. Ciliatae Haw.: Sie enthält etwa 220 Arten (Auswahl): - Saxifraga aleutica Hultén - Saxifraga amabilis H.Obha & Wakab. - Saxifraga angustata Harry Sm. - Saxifraga anisophylla Harry Sm. - Saxifraga aristulata Hook. f. & Thomson: - Saxifraga aristulata Hook. f. & Thomson var. aristulata - Saxifraga aristulata var. longipila (Engl. & Irmsch.) J.T.Pan - Saxifraga assamensis Wadhwa - Saxifraga atuntsiensis W.W.Sm. - Saxifraga aurantiaca Franchet - Saxifraga auriculata Engl. & Irmsch.: - Saxifraga auriculata Engl. & Irmsch. var. auriculata - Saxifraga auriculata var. conaensis J.T.Pan - Saxifraga baimashanensis C.Y.Wu - Saxifraga balfourii Engl. & Irmsch. - Saxifraga banmaensis J.T.Pan - Saxifraga bergenioides C.Marquand - Saxifraga bijiangensis H.Chuang - Saxifraga brachyphylla Franchet - Saxifraga brachypoda D.Don - Saxifraga brachypodoidea J.T.Pan - Saxifraga brevicaulis Harry Sm. - Saxifraga brunneopunctata Harry Sm. - Saxifraga brunonis Ser. - Saxifraga bulleyana Engl. & Irmsch. - Saxifraga burmensis Wadhwa - Saxifraga cacuminum Harry Sm. - Saxifraga calopetala Harry Sm. - Saxifraga candelabrum Franchet - Saxifraga cardiophylla Franchet - Saxifraga carnosula Mattf. - Saxifraga caveana W.W.Sm.: - Saxifraga caveana W.W.Sm. var. caveana - Saxifraga caveana var. lanceolata J.T.Pan - Saxifraga chadwellii Wadhwa - Saxifraga champutungensis H.Chuang - Saxifraga chrysantha A.Gray - Saxifraga chrysanthoides Engl. & Irmsch. - Saxifraga chumbiensis Engl. & Irmsch. - Saxifraga ciliatopetala (Engl. & Irmsch.) J.T.Pan - Saxifraga cinerascens Engl. & Irmsch. - Saxifraga congestiflora Engl. & Irmsch. - Saxifraga consanguinea W.W.Sm. - Saxifraga contraria Harry Sm. - Saxifraga cordigera Hook.f. & Thomson - Saxifraga culcitosa Mattf. - Saxifraga dahaiensis H.Chuang - Saxifraga daliensis H.Chuang - Saxifraga daochengensis J.T.Pan - Saxifraga deminuta Harry Sm. - Saxifraga densifoliata Engl. & Irmsch.: - Saxifraga densifoliata Engl. & Irmsch. var. densifoliata - Saxifraga densifoliata var. nedongensis J.T.Pan - Saxifraga deqenensis C.Y.Wu - Saxifraga dianxibeiensis J.T.Pan - Saxifraga diapensia Harry Sm. - Saxifraga dielsiana Engl. & Irmsch. - Saxifraga diffusicallosa C.Y.Wu - Saxifraga dingqingensis J.T.Pan - Saxifraga diversifolia Wall.: - Saxifraga diversifolia var. angustibracteata (Engl. & Irmsch.) J.T.Pan - Saxifraga diversifolia Wall. var. diversifolia - Saxifraga dongchuanensis H.Chuang - Saxifraga dongwanensis H.Chuang - Saxifraga drabiformis Franch. - Saxifraga draboides C.Y.Wu - Saxifraga dshagalensis Engl. - Saxifraga eglandulosa Engl. - Saxifraga egregia Engl.: - Saxifraga egregia var. eciliata J.T.Pan - Saxifraga egregia Engl. var. egregia - Saxifraga egregia var. xiaojinensis J.T.Pan - Saxifraga egregioides J.T.Pan - Saxifraga elatinoides Hand.-Mazz. - Saxifraga elliptica Engl. & Irmsch. - Saxifraga engleriana Harry Sm. - Saxifraga erectisepala J.T.Pan - Saxifraga erinacea Harry Sm. - Saxifraga eschscholtzii Sternb. - Saxifraga excellens Harry Sm. - Saxifraga exigua Harry Sm. - Saxifraga filicaulis Wall. - Saxifraga filifolia J.Anthony - Saxifraga finitima W.W.Sm. - Saxifraga flaccida J.T.Pan - Saxifraga flagellaris Sternb.: Es gibt fünf Unterarten: - Saxifraga flagellaris subsp. crandallii (Gandoger) Hultén - Saxifraga flagellaris subsp. crassiflagellata Hultén - Saxifraga flagellaris Sternb. subsp. flagellaris: Dieser Endemit kommt nur auf Spitzbergen vor. - Saxifraga flagellaris subsp. platysepala (Trautv.) A.E.Porsild - Saxifraga flagellaris subsp. setigera (Pursh.) Tolm. - Saxifraga flexilis W.W.Sm. - Saxifraga forrestii Engl. & Irmsch. - Saxifraga gedangensis J.T.Pan - Saxifraga gemmigera Engl.: - Saxifraga gemmigera Engl. var. gemmigera - Saxifraga gemmigera var. gemmuligera (Engl.) J.T.Pan - Saxifraga gemmipara Franchet - Saxifraga giraldiana Engl. - Saxifraga glabricaulis Harry Sm. - Saxifraga glacialis Harry Sm. - Saxifraga glaucophylla Franch. - Saxifraga gonggashanensis J.T.Pan - Saxifraga gongshanensis T.C.Ku - Saxifraga gouldii C.E.C.Fisch.: - Saxifraga gouldii var. eglandulosa Harry Sm. - Saxifraga gouldii C.E.C.Fisch. var. gouldii - Saxifraga gyalana C.Marquand & Airy Shaw - Saxifraga habaensis H.Chuang - Saxifraga haplophylloides Franch. - Saxifraga harai H.Obha & Wakab. - Saxifraga harry-smithii Wadhwa - Saxifraga heleonastes Harry Sm. - Saxifraga hemisphaerica Hook. f. & Thomson - Saxifraga hengduanensis H.Chuang - Saxifraga heteroclada Harry Sm.: - Saxifraga heteroclada var. aurantia Harry Sm. - Saxifraga heteroclada Harry Sm. var. heteroclada - Saxifraga heterocladoides J.T.Pan - Saxifraga heterotricha C.Marquand & Airy Shaw: - Saxifraga heterotricha var. anadena (Harry Sm.) J.T.Pan - Saxifraga heterotricha C.Marquand & Airy Shaw var. heterotricha - Saxifraga hirculoides Decne. - Moor-Steinbrech (Saxifraga hirculus L.): - Saxifraga hirculus subsp. hirculus: - Saxifraga hirculus subsp. hirculus var. alpina Engl. - Saxifraga hirculus L. subsp. hirculus var. hirculus - Saxifraga hirculus subsp. propinqua (R.Brown) Á.Löve & D.Löve - Saxifraga hispidula D.Don - Saxifraga hookeri Engl. & Irmsch. - Saxifraga hypericoides Franch.: - Saxifraga hypericoides var. aurantiascens (Engl. & Irmsch.) J.T.Pan & Gornall - Saxifraga hypericoides Franch. var. hypericoides - Saxifraga implicans Harry Sm. - Saxifraga inconspicua W.W.Sm. - Saxifraga insolens Irmsch. - Saxifraga isophylla Harry Sm. - Saxifraga jacquemontiana Decne. - Saxifraga jainzhuglaensis J.T.Pan - Saxifraga jaljalensis H.Obha & S.Akiyama - Saxifraga josephii Engl. - Saxifraga kingdonii C.Marquand - Saxifraga kingiana Engl. & Irmsch. - Saxifraga kintschingingae Engl. - Saxifraga lamninamensis H.Obha - Saxifraga latiflora Hook.f. & Thomson - Saxifraga lepida Harry Sm. - Saxifraga lepidostolonosa Harry Sm. - Saxifraga lhasana Harry Sm.: - Saxifraga lhasana var. decapitulata Harry Sm. - Saxifraga lhasana Harry Sm. var. lhasana - Saxifraga linearifolia Engl. & Irmsch. - Saxifraga litangensis Engl. - Saxifraga lixianensis T.C.Ku - Saxifraga llonakhensis W.W.Sm. - Saxifraga loripes J.Anthony - Saxifraga ludingensis J.T.Pan - Saxifraga lushuiensis H.Chuang - Saxifraga lychnitis Hook.f. & Thomson - Saxifraga macrostigmatoides Engl. - Saxifraga mallae H.Obha & Wakab. - Saxifraga matta-viridis Harry Smi. - Saxifraga maxionggouensis J.T.Pan - Saxifraga medongensis J.T.Pan - Saxifraga megacordia H.Chuang - Saxifraga microgyna Engl. & Irmsch. - Saxifraga microviridis H.Hara - Saxifraga minutifoliosa H.Chuang - Saxifraga miralana Harry Sm. - Saxifraga montanella Harry Sm.: - Saxifraga montanella Harry Sm. var. montanella - Saxifraga montanella var. retusa J.T.Pan - Saxifraga moorcroftiana Wall. - Saxifraga mucronulata Royle - Saxifraga mucronulatoides J.T.Pan - Saxifraga nakaoi Kitamura - Saxifraga nakaoides J.T.Pan - Saxifraga namdoensis Harry Sm. - Saxifraga nanella Engl. & Irmsch.: - Saxifraga nanella var. glabrisepala J.T.Pan: - Saxifraga nanella J.T.Pan var. nanella - Saxifraga nanelloides C.Y.Wu - Saxifraga nangqenica J.T.Pan - Saxifraga nangxianensis J.T.Pan - Saxifraga nayarii Wadhwa - Saxifraga neopropagulifera H.Hara - Saxifraga nigroglandulifera N.P.Balakrishnan - Saxifraga nigroglandulosa Engl. & Irmsch. - Saxifraga omphalodifolia Hand.-Mazz. - Saxifraga oreophila Franch. - Saxifraga oresbia J.Anthony - Saxifraga paiquensis J.T.Pan - Saxifraga palpebrata Hook.f. & Thomson - Saxifraga pardanthina Hand.-Mazz. - Saxifraga parkaensis J.T.Pan - Saxifraga parnassifolia D.Don - Saxifraga parnassioides Regel & Schmalh. - Saxifraga parva Hemsley - Saxifraga pasumensis C.Marquand & Airy Shaw - Saxifraga pellucida C.Y.Wu - Saxifraga peplidifolia Franch. - Saxifraga peraristulata Mattf. - Saxifraga perpusilla Hook.f. & Thomson - Saxifraga pilifera Hook.f. & Thomson - Saxifraga pratensis Engl. & Irmsch. - Saxifraga prattii Engl. & Irmsch.: - Saxifraga prattii var. obtusata Engl. - Saxifraga prattii Engl. & Irmsch. var. prattii - Saxifraga przewalskii Engl. - Saxifraga pseudohirculus Engl. - Saxifraga punctulata Engl.: - Saxifraga punctulata var. minuta J.T.Pan - Saxifraga punctulata Engl. var. punctulata - Saxifraga punctulatoides J.T.Pan - Saxifraga rizhaoshanensis J.T.Pan - Saxifraga rolwalingensis H.Obha - Saxifraga saginoides Hook.f. & Thomson - Saxifraga sanguinea Franch. - Saxifraga sediformis Engl. & Irmsch. - Saxifraga serpyllifolia Pursh. - Saxifraga serrula Harry Sm. - Saxifraga sessiliflora Harry Sm. - Saxifraga sheqilaensis J.T.Pan - Saxifraga signata Engl. & Irmsch. - Saxifraga signatella C.Marquand & Airy Shaw - Saxifraga sikkimensis Engl. - Saxifraga sinomontana J.T.Pan & Gornall: - Saxifraga sinomontana var. amabilis J.T.Pan - Saxifraga sinomontana J.T.Pan & Gornall var. sinomontana - Saxifraga smithiana Irmsch. - Saxifraga spathulifolia T.C.Ku - Saxifraga sphaeradena Harry Sm.h: - Saxifraga sphaeradena subsp. dhwojii Harry Sm. - Saxifraga sphaeradena Harry Sm. subsp. sphaeradena - Saxifraga stella-aurea Hook.f. & Thomson - Saxifraga stellariifolia Franch. - Saxifraga stenophylla Royle: - Saxifraga stenophylla subsp. hoffmeisteri (Klotzsch) Hara - Saxifraga stenophylla subsp. komarovi Losinskaya - Saxifraga stenophylla Royle subsp. stenophylla - Saxifraga strigosa Wall. - Saxifraga subaequifoliata Irmsch. - Saxifraga subamplexicaulis Engl. & Irmsch. - Saxifraga sublinearifolia J.T.Pan - Saxifraga subomphalodifolia J.T.Pan - Saxifraga subspathulata Engl. & Irmsch. - Saxifraga substrigosa J.T.Pan - Saxifraga subtsangchanensis J.T.Pan - Saxifraga tangutica Engl.: - Saxifraga tangutica var. platyphylla (Harry Sm.) J.T.Pan - Saxifraga tangutica Engl. var. tangutica - Saxifraga taraktophylla C.Marquand & Airy Shaw - Saxifraga tatsienluensis Engl. - Saxifraga tentaculata C.E.C.Fisch. - Saxifraga tibetica Losinskaya - Saxifraga tigrina Harry Sm. - Saxifraga triaristulata Hand.-Mazz. - Saxifraga tsangchangensis Franch. - Saxifraga umbellulata Hook.f. & Thomson - Saxifraga unguiculata Engl.: - Saxifraga unguiculata var. limprichtii (Engl. & Irmsch.) J.T.Pan - Saxifraga unguiculata Engl. var. unguiculata - Saxifraga uninerva J.Anthony - Saxifraga versicallosa C.Y.Wu - Saxifraga virgularis Harry Sm. - Saxifraga viscidula Hook.f. & Thomson - Saxifraga wallichiana Sternb. - Saxifraga wardii W.W.Sm.: - Saxifraga wardii var. glabripedicellata J.T.Pan - Saxifraga wardii W.W.Sm. var. wardii - Saxifraga wenchuanensis T.C.Ku - Saxifraga williamsii Harry Sm. - Saxifraga xiaozhongdianensis J.T.Pan - Saxifraga yarlungzangboensis J.T.Pan - Saxifraga yezhiensis C.Y.Wu - Saxifraga yushuensis J.T.Pan - Saxifraga zayuensis T.C.Ku - Saxifraga zhidoensis J.T.Pan - Saxifraga zimmermannii Baehni - Saxifraga zogangensis T.C.Ku - Saxifraga sect. Cymbalaria Griseb.: Sie enthält etwa vier Arten: - Zimbelkraut-Steinbrech (Saxifraga cymbalaria L.) - Saxifraga hederacea L.: Sie kommt in Italien, Sizilien, auf der Balkanhalbinsel und auf Inseln der Ägäis vor. - Saxifraga hederifolia Hochst. ex A.Rich.: Sie kommt in Äthiopien vor. - Saxifraga sibthorpii Boiss.: Sie kommt in Griechenland und im südwestlichen Anatolien vor. - Saxifraga sect. Irregulares Haw.: Sie enthält etwa 14 Arten: - Oktober-Steinbrech (Saxifraga cortusifolia Sieb. & Zucc.) - Saxifraga daqiaoensis F.G.Wang & F.W.Xing - Saxifraga epiphylla Gornall & H.Ohba - Saxifraga fortunei Hook. f. - Saxifraga imparilis Balf. f. - Saxifraga jingdonensis H.Chuang - Saxifraga kwangsiensis Chun & How in C.Z.Gao & G.Z.Li - Saxifraga mengtzeana Engl. & Irmsch. - Saxifraga nipponica Makino - Saxifraga rufescens Balf. f. - Saxifraga sendaica Maxim. - Saxifraga serotina Sipliv. - Saxifraga sichotensis Gorovoj & N.S.Pavlova - Kriech-Steinbrech (auch Judenbart) (Saxifraga stolonifera Curt.) - Saxifraga sect. Heterisia (A.M.Johnson) Small: Sie enthält nur eine Art: - Saxifraga mertensiana Bong.: Sie ist in Alaska, Kanada und den USA verbreitet. - Saxifraga sect. Porphyrion Tausch: Sie enthält etwa 110 Arten, beispielsweise: - Fetthennen-Steinbrech oder Bach-Steinbrech (Saxifraga aizoides L.) - Saxifraga aretioides Lapeyr., Heimat: Pyrenäen - Zweiblütiger Steinbrech (Saxifraga biflora All.) - Bursers Steinbrech (Saxifraga burseriana L.) - Blaugrüner Steinbrech (Saxifraga caesia L.) - Diapensienartiger Steinbrech (Saxifraga diapensioides Bellardi) - Saxifraga federici-augusti Biasol., Heimat: Balkanhalbinsel - Saxifraga ferdinandi-coburgi J.Kellerer & Sünd. - Saxifraga juniperifolia Adams - Saxifraga luteoviridis Schott & Kotschy (Syn.: Saxifraga corymbosa Boiss.), Heimat: Kleinasien, Balkanhalbinsel, Rumänien und Ukraine - Saxifraga marginata Sternb. - Saxifraga media Gouan, Heimat: Pyrenäen - Kies-Steinbrech (Saxifraga mutata L.) - Zwerg-Steinbrech (Saxifraga nana Engl.) - Gegenblättriger Steinbrech (Saxifraga oppositifolia L.), darunter die Unterart: - Bodensee-Steinbrech (Saxifraga oppositifolia subsp. amphibia (Sündermann) Braun-Blanquet) - Saxifraga porophylla Bertol., Heimat: Mittel- und Süditalien - Gestutzter Steinbrech (Saxifraga retusa Gouan) - Rudolph-Steinbrech (Saxifraga rudolphiana W.D.J.Koch) - Saxifraga sancta Griseb. - Saxifraga scardica Griseb., Heimat: Balkanhalbinsel - Saxifraga sempervivum C.Koch - Saxifraga spruneri Boiss., Heimat: Albanien, Bulgarien und Griechenland - Sparriger Steinbrech (Saxifraga squarrosa Sieber) - Saxifraga stribrnyi (Velen.) Podp., Heimat: Bulgarien und Griechenland - Tombea-Steinbrech (Saxifraga tombeanensis Boiss.) - Vandellis Steinbrech (Saxifraga vandellii Sternb.) - Saxifraga sect. Ligulatae Haw.: Sie enthält etwa elf Arten: - Zungen-Steinbrech (Saxifraga callosa Sm.) - Löffelblättriger Steinbrech (Saxifraga cochlearis Rchb.) - Strauß-Steinbrech oder Pracht-Steinbrech (Saxifraga cotyledon L.) - Krusten-Steinbrech (Saxifraga crustata Vest) - Saxifraga florulenta Moretti: Dieser Endemit kommt nur in den Seealpen (Frankreich und Italien) vor. - Host-Steinbrech (Saxifraga hostii Tausch), darunter die Unterart: - Rätischer Steinbrech (Saxifraga hostii subsp. rhaetica (A.Kerner) Braun-Blanq.) - Saxifraga khiakensis Holubec & Křivka - Saxifraga kolenatiana Regel: Sie kommt in Armenien, Aserbaidschan und in der Türkei vor. - Pyrenäen-Steinbrech (Saxifraga longifolia Lapeyr.): Er kommt von Marokko über Spanien bis Frankreich vor. - Rispen-Steinbrech (Saxifraga paniculata Mill.) - Saxifraga valdensis DC.: Sie kommt nur in den Südwestalpen vor. - Saxifraga sect. Trachyphyllum (Gaudin) W.D.J.Koch: Sie enthält etwa 27 Arten, beispielsweise: - Rauer Steinbrech (Saxifraga aspera L.), Heimat: Alpen, Pyrenäen, Apennin - Saxifraga bronchialis L. - Moos-Steinbrech (Saxifraga bryoides L.) - Saxifraga sect. Gymnopera D.Don: Sie enthält etwa vier Arten: - Keilblatt-Steinbrech (Saxifraga cuneifolia L.) - Rauhaar-Steinbrech (Saxifraga hirsuta L.) - Saxifraga spathularis Brot. - Schatten-Steinbrech (Saxifraga umbrosa L.) - Saxifraga sect. Cotylea Tausch: Sie enthält etwa drei Arten: - Saxifraga coriifolia Sommier & Levier: Sie kommt von der Türkei bis zum Iran vor. - Rundblättriger Steinbrech (Saxifraga rotundifolia L.) - Saxifraga taygetea Boiss. & Heldr.: Sie kommt nur auf der Balkanhalbinsel vor. - Saxifraga sect. Odontophyllae Gornall: Sie enthält nur eine Art: - Saxifraga odontophylla Wall. - Saxifraga sect. Mesogyne Sternb.: Sie enthält etwa elf Arten: - Saxifraga arctolitoralis Jurtsev & V.V.Petrovsky - Saxifraga bracteata D.Don - Karpaten-Steinbrech (Saxifraga carpatica Sternb.): Er kommt in den Karpaten, in Bulgarien, im früheren Jugoslawien und in Österreich vor. - Nickender Steinbrech (Saxifraga cernua L.) - Saxifraga granulifera Harry Sm. - Saxifraga hyperborea R.Br. (Syn.: Saxifraga flexuosa Sternb.) - Saxifraga radiata Small - Saxifraga rivularis L. - Saxifraga sibirica L.: Sie kommt in Europa in Russland, Bulgarien und Griechenland vor. - Saxifraga yoshimurae Miyabe & Tatew. - Saxifraga sect. Saxifraga: Sie enthält etwa 80 Arten, beispielsweise: - Aufsteigender Steinbrech (Saxifraga adscendens L.) - Mannsschild-Steinbrech (Saxifraga androsacea L.) - Blattloser Steinbrech (Saxifraga aphylla Sternb.) - Saxifraga aquatica Lapeyr.: Sie gedeiht in den Pyrenäen. - Spinnweben-Steinbrech (Saxifraga arachnoidea Sternb.) - Saxifraga babiana Díaz & Fernández Prieto: Dieser Endemit kommt nur im nordwestlichen Spanien vor. - Saxifraga berica (Béguinot) D.A.Webb: Dieser Endemit kommt nur in den Colli Berici bei Vicenza in Norditalien vor. - Saxifraga biternata Boiss.: Sie kommt nur in Südspanien vor. - Saxifraga blavii (Engl.) G.Beck, Heimat: Balkanhalbinsel - Saxifraga bourgaeana Boiss. & Reuter, Heimat: Südspanien - Zwiebel-Steinbrech (Saxifraga bulbifera L.): Er kommt in Europa in Südosteuropa, im südöstlichen und südlichen Mitteleuropa sowie in Südeuropa vor. - Saxifraga camposii Boiss. & Reuter - Saxifraga canaliculata Boiss. & Reuter ex Engl.: Dieser Endemit kommt nur in Nordspanien vor. - Karpaten-Steinbrech (Saxifraga carpatica Sternb.): Er kommt in Polen, Österreich, in der Slowakei, in Montenegro, Serbien, Rumänien, Bulgarien und in der Ukraine vor. - Saxifraga carpetana Boiss. & Reuter: Sie kommt in Europa in Spanien, Italien, Sizilien, auf der Balkanhalbinsel und den griechischen Inseln vor. - Saxifraga cebennensis Rouy & Camus: Dieser Endemit kommt nur in Südfrankreich vor. - Saxifraga cespitosa L. - Saxifraga cintrana Kuzinský ex Willk. - Saxifraga conifera Coss. & Durieu: Dieser Endemit kommt nur in Nordspanien vor. - Saxifraga continentalis (Engl. & Irmsch.) D.A.Webb - Saxifraga corsica (Ser.) Gren. & Godr. - Saxifraga cuneata Willd., Heimat: Spanien - Dreizähniger Steinbrech (Saxifraga depressa Sternb.) - Saxifraga dichotoma Willd.: Sie kommt in Spanien vor. - Saxifraga erioblasta Boiss. & Reut.: Dieser Endemit kommt nur Südspanien vor. - Furchen-Steinbrech (Saxifraga exarata Vill.) - Facchinis Steinbrech (Saxifraga facchinii W.D.J.Koch): Dieser Endemit kommt nur in den Dolomiten in Norditalien vor. - Saxifraga fragilis Schrank - Saxifraga gemmulosa Boiss.: Dieser Endemit kommt nur in Südspanien vor. - Saxifraga geranioides L.: Dieser Endemit gedeiht nur in Pyrenäen. - Saxifraga glabella Bertol. - Saxifraga globulifera Desf. - Knöllchen-Steinbrech oder Körnchen-Steinbrech (Saxifraga granulata L.) - Saxifraga haenseleri Boiss. & Reuter: Dieser Endemit kommt nur in Südspanien vor. - Saxifraga hariotii Luizet & Soulié: Dieser Endemit gedeiht nur in Pyrenäen. - Hohenwart-Steinbrech (Saxifraga hohenwartii Vest, Syn.: Saxifraga sedoides subsp. hohenwartii (Vest) O.Schwarz) - Saxifraga hypnoides L. - Saxifraga intricata Lapeyr.: Dieser Endemit gedeiht nur in Pyrenäen. - Saxifraga irrigua Bieb.: Es ist ein Endemit auf der Krim. - Saxifraga italica D.A.Webb: Dieser Endemit kommt nur in Mittelitalien vor. - Saxifraga latepetiolata Willk., Heimat: Spanien - Saxifraga moncayensis D.A.Webb, Heimat: Spanien - Moschus-Steinbrech (Saxifraga moschata Wulfen) - Flachblatt-Steinbrech (Saxifraga muscoides All.) - Saxifraga nevadensis Boiss., Heimat: Südspanien - Saxifraga osloensis Knaben, Heimat: Südnorwegen, Südschweden - Glimmer-Steinbrech (Saxifraga paradoxa Sternb.), Heimat: Österreich, Slowenien - Piemonteser Steinbrech (Saxifraga pedemontana All.) - Saxifraga pentadactylis Lapeyr., Heimat: Spanien - Felsen-Steinbrech (Saxifraga petraea L.) - Saxifraga praetermissa D.A.Webb, Heimat: Nordspanien und Frankreich - Presolana-Steinbrech (Saxifraga presolanensis Engl.) - Saxifraga pubescens Pourret: Sie gedeiht nur in Pyrenäen. - Saxifraga reuteriana Boiss.: Dieser Endemit kommt nur in Südspanien vor. - Saxifraga rigoi Porta, Heimat: Südspanien und Marokko - Rasen-Steinbrech (Saxifraga rosacea Moench) - Fettkraut-Steinbrech (Saxifraga sedoides L.) - Seguiers Steinbrech (Saxifraga seguieri Spreng.) - Steirischer Steinbrech (Saxifraga styriaca Köckinger): Dieser Endemit kommt nur in der Steiermark vor. - Zarter Steinbrech (Saxifraga tenella Wulf.), Heimat: Österreich, Italien, Slowenien - Dreifinger-Steinbrech (Saxifraga tridactylites L.) - Dreigabliger Steinbrech (Saxifraga trifurcata Schrader): Dieser Endemit kommt nur in Nordspanien vor. - Saxifraga vayredana Luizet: Dieser Endemit kommt nur in Nordostspanien vor. - Saxifraga wahlenbergii Ball: Dieser Endemit kommt nur in den Westkarpaten vor. Zwei weitere Sektionen werden in neuerer Zeit auf Grundlage von molekulargenetischen Untersuchungen von manchen Autoren als eigene Gattung Micranthes Haworth abgetrennt: - Saxifraga sect. Merkianae (Engl. & Irmsch.) Gornall: Sie enthält nur zwei Arten: - Saxifraga merkii Fisch. & Sternb. - Saxifraga tolmiei Torr. & A.Gray (Syn.: Micranthes tolmiei (Torr. & A.Gray) Brouillet & Gornall) - Saxifraga sect. Micranthes (Haw.) D.Don: Sie enthält etwa 70 Arten, beispielsweise: - Saxifraga clusii Gouan: Sie kommt in Portugal, Spanien, Andorra und Frankreich vor. - Saxifraga foliolosa R.Br. (Syn.: Micranthes foliolosa (R.Br.) Gornall): Sie kommt in der ganzen Subarktis vor, südlich bis Colorado und kommt in Europa in Island, Skandinavien, Spitzbergen und Nordrussland vor. - Habichtskraut-Steinbrech (Saxifraga hieraciifolia (Waldst. & Kit. ex Willd.) Haw.) - Saxifraga nelsoniana D.Don: Sie kommt in Ostasien und in Nordamerika vor. - Schnee-Steinbrech (Saxifraga nivalis L., Syn.: Micranthes nivalis (L.) Small) - Stern-Steinbrech (Saxifraga stellaris L., Syn.: Micranthes stellaris (L.) Galasso, Banfi & Soldano), darunter die Unterart: - Alpen-Steinbrech oder Gewöhnlicher Stern-Steinbrech (Saxifraga stellaris subsp. engleri P.Fourn.) - Schlanker Steinbrech (Saxifraga tenuis (Wahlenb.) Lindm., Syn.: Micranthes tenuis (Wahlenb.) Small) |

Zahlreiche Hybriden werden auch als Zierpflanzen verwendet (Auswahl):
- Saxifraga ×andrewsii Harv. (wahrscheinlich Saxifraga paniculata × Saxifraga spathularis)
- Saxifraga ×apiculata Engl. (Saxifraga marginata var. rocheliana × Saxifraga sancta)
- Saxifraga ×arendsii Engl. (Saxifraga exarata × Saxifraga granulata × Saxifraga hypnoides var. hypnoides × Saxifraga rosacea)
- Saxifraga ×geum L. (Saxifraga hirsuta × Saxifraga umbrosa)
- Saxifraga ×haagii Sünderm. (Saxifraga ferdinandi-coburgi × Saxifraga sancta)
- Saxifraga ×polita (Haworth) Link (Saxifraga hirsuta × Saxifraga spathularis)
- Porzellanblümchen (Saxifraga ×urbium D.A.Webb (Saxifraga spathularis × Saxifraga umbrosa))

## Nutzung
Einige Steinbrech-Arten und ihre Sorten werden auch als Zierpflanzen für Gärten und Parks genutzt und dienen etwa zur Beeteinfassung, als Bodendecker, zur Dachbegrünung sowie zur Bepflanzung von Steingarten und Trockenmauern.
Von einigen Arten werden die grünen Pflanzenteile roh oder gegart gegessen. Sie sind eine gute Quelle für Vitamin C. Einige Arten werden auch medizinisch genutzt.

## Etymologie
Der botanische Gattungsname Saxifraga ist abgeleitet über herba saxifraga und saxifragus („Steine brechend“) von saxum für Stein und frangere für brechen.

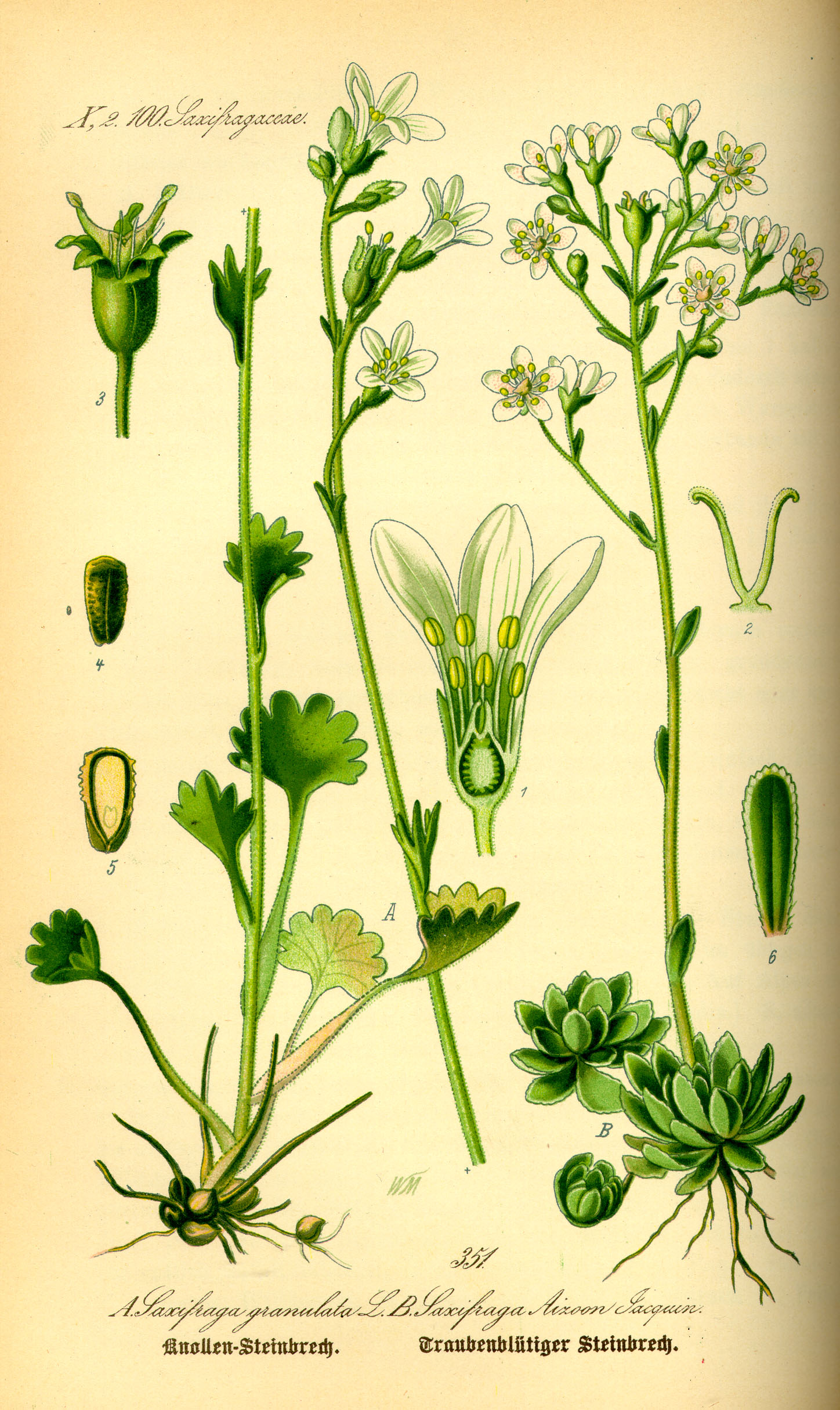
Illustration von zwei Steinbrech-Arten: Links: Knöllchen-Steinbrech (Saxifraga granulata) und Rechts: Rispen-Steinbrech (Saxifraga paniculata)

Der deutschsprachige Trivialname Steinbrech (von mittelhochdeutsch feminin „steinbrëche“, bezogen auf Saxifraga granulata) ist wörtlich vom Lateinischen übersetzt. Der Name der Gattung geht auf Plinius den Älteren zurück (quia saxa frangit „weil sie die Felsen bricht“). Vom Wuchsort in Felsspalten wurde fälschlicherweise auf Felssprengung durch die Pflanze geschlossen.
Eine weitere Namensdeutung ist die Tatsache, dass nach der Signaturenlehre die Pflanzen als Heilmittel gegen Nieren- und Harnstein genutzt wurde. Andere, ähnliche Namensdeutung: Steinbrech bezieht sich ursprünglich auf den Knöllchen-Steinbrech (Saxifraga granulata), dessen Kraut und Blüten sowie die kleinen, harten Brutzwiebeln (ebenfalls aufgrund der mittelalterlichen Signaturenlehre) als Heilmittel gegen Blasensteine verwendet wurden.
Als saxifraga (gelegentlich auch saxifragia) bzw. steinbrech wurden früher neben dem Knöllchen-Steinbrech (Weißer Steinbrech, im Mittelalter auch wyß steinbreche und wyt steynbrecke sowie lateinisch Saxifraga alba) jedoch früher auch andere „steinbrechende“ Pflanzen wie Echter Steinsame, Kleine Bibernelle und (insbesondere als „Roter Steinbrech“) Kleines Mädesüß und die Lampionblume sowie manche Streifenfarne bezeichnet.